# Правопис
Детальніші відомості про грецькомовний синонім правопису ви можете знайти в статті орфографія.
Право́пис — сукупність загальновизнаних і загальнообов'язкових правил, що встановлюють способи відтворення мовлення та інші прийоми словесної передачі інформації на письмі. Зазвичай правопис складається історично, відбиваючи деякі традиції та констатуючи нові тенденції кожної писемної мови на різних етапах її розвитку, що виявляються в деталях передачі звуків, слів і форм. Правопис охоплює орфографію та пунктуацію.